# Kieran O'Reilly
Kieran O'Reilly (Cork, 8 agosto 1952) è un arcivescovo cattolico irlandese, dal 26 gennaio 2015 arcivescovo metropolita di Cashel e Emly.

## Biografia

### Formazione e ministero sacerdotale
Dopo essere entrato nel 1970 nel noviziato della Società delle missioni africane, ha emesso i voti perpetui il 10 aprile 1977, conseguendo nel frattempo il baccalaureato in lettere nel 1974, quello in teologia nel 1977 e il diploma in studi missionari nel 1978.
È stato ordinato sacerdote il 17 giugno 1978.
Nel 1980 è stato inviato a Roma, al Pontificio Istituto Biblico, dove ha conseguito la licenza in Sacra Scrittura nel 1984.
Ha ricoperto il ruolo docente di studi biblici nel seminario maggiore di Ibadan, in Nigeria.
Nel maggio 1995 è stato eletto vicario generale del suo ordine e, nel 2001, Superiore generale della Società delle missioni africane, venendo poi rieletto, per un secondo mandato, nel 2007.
Il 24 novembre 2001 viene nominato da papa Giovanni Paolo II consultore del Pontificio consiglio per il dialogo interreligioso. 
Nell'ottobre del 2009 ha partecipato alla II assemblea speciale per l'Africa del Sinodo dei vescovi.

### Ministero episcopale
Il 18 maggio 2010 papa Benedetto XVI lo ha nominato vescovo di Killaloe. 
Il 29 agosto 2010 ha ricevuto la consacrazione episcopale dalle mani dell'arcivescovo Dermot Clifford, co-consacranti il vescovo emerito di Killaloe William Walsh e il vescovo emerito di Ndola Noel Charles O'Regan.
Il 22 novembre 2014 papa Francesco lo ha nominato arcivescovo metropolita di Cashel ed amministratore apostolico di Emly. L'8 febbraio 2015 si è insediato nella cattedrale come primo arcivescovo metropolita di Cashel e Emly, avendo papa Francesco nel frattempo disposto l'unione delle due circoscrizioni.
È stato nominato è grande ufficiale dell'Ordine equestre del Santo Sepolcro di Gerusalemme. 
All'interno della Conferenza Episcopale Irlandese svolge il ruolo di segretario episcopale e membro dello standing committee.

## Genealogia episcopale e successione apostolica
La genealogia episcopale è:
- Cardinale Scipione Rebiba
- Cardinale Giulio Antonio Santori
- Cardinale Girolamo Bernerio, O.P.
- Arcivescovo Galeazzo Sanvitale
- Cardinale Ludovico Ludovisi
- Cardinale Luigi Caetani
- Cardinale Ulderico Carpegna
- Cardinale Paluzzo Paluzzi Altieri degli Albertoni
- Papa Benedetto XIII
- Papa Benedetto XIV
- Papa Clemente XIII
- Cardinale Giovanni Carlo Boschi
- Cardinale Bartolomeo Pacca
- Papa Gregorio XVI
- Cardinale Castruccio Castracane degli Antelminelli
- Cardinale Paul Cullen
- Arcivescovo Joseph Dixon
- Arcivescovo Daniel McGettigan
- Cardinale Michael Logue
- Cardinale Joseph MacRory
- Cardinale John Francis D'Alton
- Arcivescovo Thomas Morris
- Arcivescovo Dermot Clifford
- Arcivescovo Kieran O'Reilly, S.M.A.

La successione apostolica è:
- Vescovo Fintan Monahan (2016)